# Неопалима Купина (іконопис)
Неопалима Купина — ікона, що набула значного поширення в Україні.

## Опис
Діва Марія з Немовлям зображується всередині стилізованої восьмиконечної зірки. Однією рукою вона тримає маленького Ісуса, в іншій — так звану «драбину Якова», що символізує поєднання земного і небесного начал.
Зірка символізує власне «неопалиму купину», себто кущ терновника, який, за біблійним переказом, горів і не згорав. Найчастіше вона може бути у вигляді перехрещених між собою двох ромбів — червоного (символ полум'я) і зеленого (символ куща терновника). Однак зустрічаються і монохромні (одного кольору) зірки — червоні, золотаві тощо.
У кутках зірки зображуються символи чотирьох євангелістів — Орел (Іван), Телець (Лука), Лев (Марко), Ангел (Матвій). Досить часто загальну картину доповнюють ангели. Кількість їх і місце розташування майстер може визначати довільно.
Зображення Пресвятої Діви з Ісусом можуть бути мініатюрними копіями відомих ікон різних типів («Одигітрія», «Елеуса»).
Візуальний ряд основної версії ікони Богородиці «Неопалимої Купини» збігається з іншими, які у своєму візуальному ряді мали драбину — наприклад, іконами Богородиці Путивльської і Абульської.
Зустрічаються однак ікони «Неопалима Купина», де всередині містяться зображення інших образів Богородиці — наприклад, Казанської.

## Історія

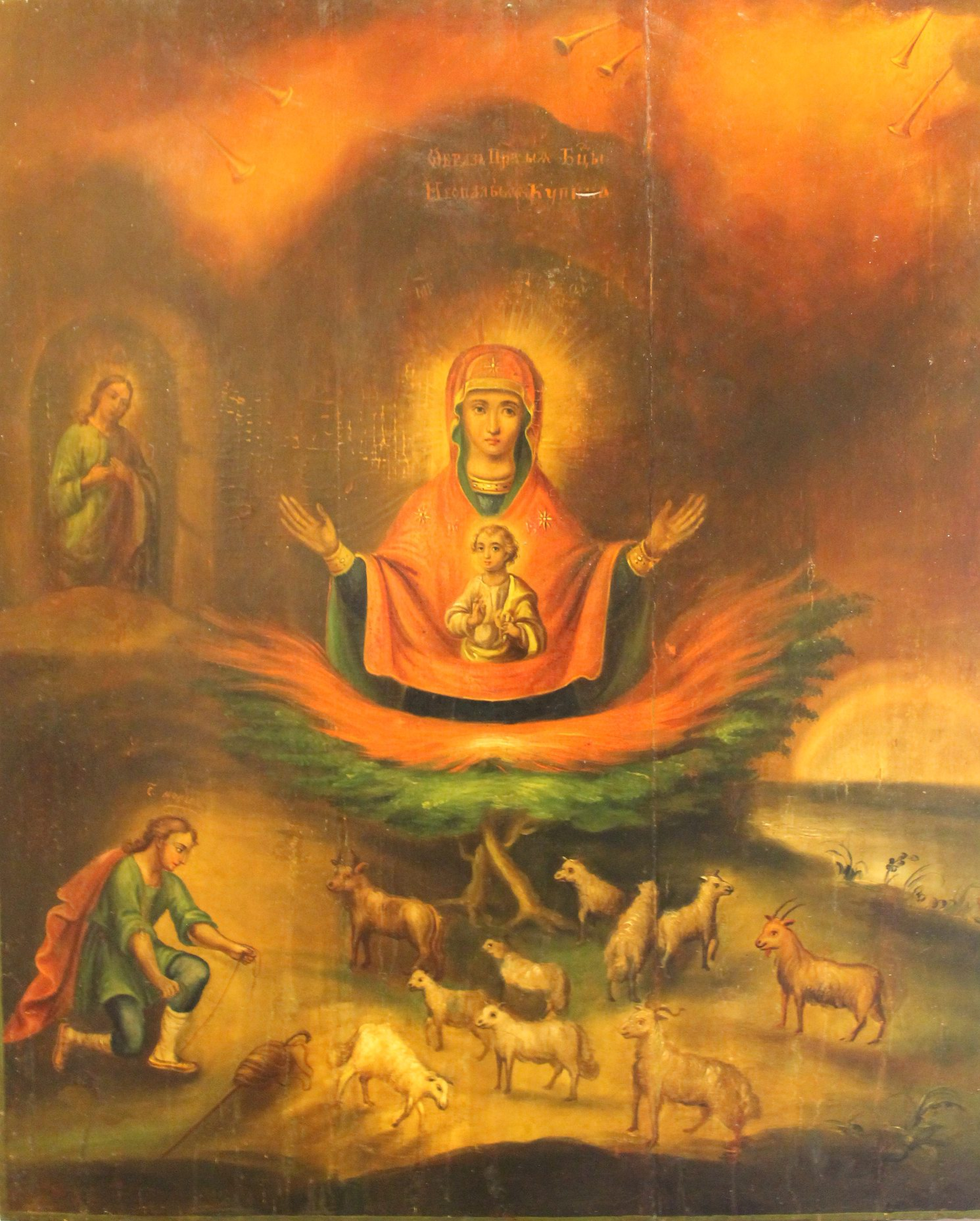
Ікона Богородиці «Неопалима Купина Старозавітна». Полісся, ХІХ ст. Музей української домашньої ікони, «Замок Радомисль»

Назву «Неопалима Купина» мають дві ікони. Крім традиційної, існує ще так звана «Неопалима Купина Старозавітна» — сюжет, який вважається рідкісним у православній традиції. На ній зображуються ветхозавітний пророк Мойсей із вівцями, які стоять обабіч палаючого куща або розлогого дерева. Поруч із Мойсеєм зображений ангел. У полум'ї куща — фігура Богородиці «Знамення», на її грудях якої — медальйон із зображенням Христа. Хоча, згідно з біблійним переказом, у полум'ї Мойсею явився Бог Отець, однак зображення Діви Марії з медальйоном у цьому випадку тлумачиться як прообраз новозавітного Боговтілення в іпостасі сина Діви Марії — Ісуса Христа, котрий народився від Святого Духа.
Ікона ця має західне походження. Її протографом є робота французького художника XV ст. Ніколя Фромана (1460–1484), написана в 1475 році для собору Святого Спасителя в місті Екс-ан-Прованс. 

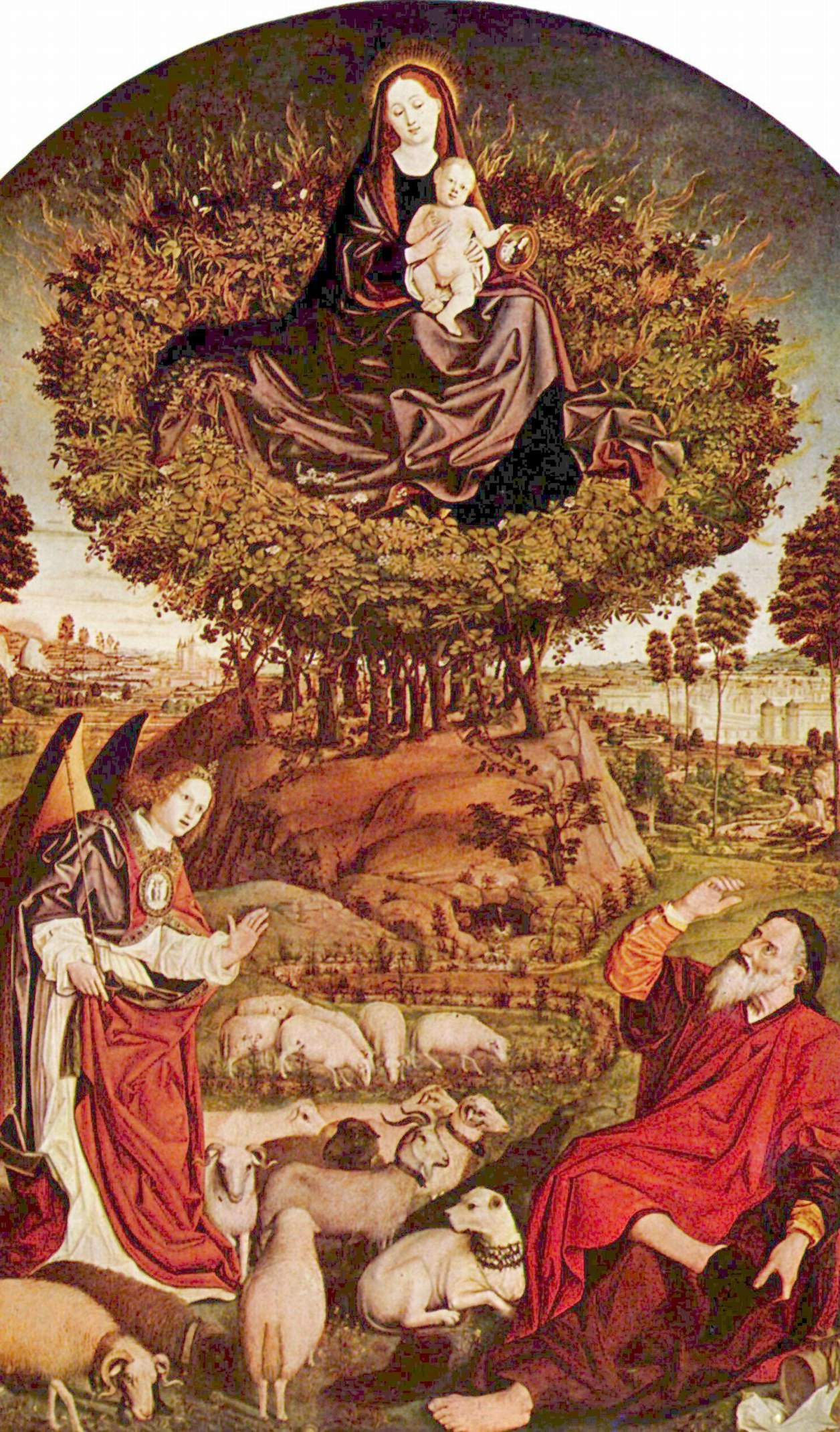
Ніколя Фроман. «Неопалима Купина» (1475). Собору Святого Спасителя, Екс-ан-Прованс (Франція)

Цікаво, що «Неопалимою Купиною» називалася також одна із синайських ікон, яку відносять до XII–XV ст.; композиційно вона являє собою Богородицю, яка, стоячи на повний зріст, тримає перед собою Немовля з розпростертими руками — по типу «Благодатне Небо» («Что тя наречем»). Очевидно, у цьому разі так само мався на увазі принцип Боговтілення.
Походження ж традиційного зображення Богородиці «Неопалимої Купини», яке є одним із найпопулярніших у православному сакральному мистецтві, не з'ясоване. Появу сюжету ікони нерідко пов'язують із монастирем святої Катерини біля гори Синай, при якому була каплиця на честь Неопалимої Купини. Однак який вигляд мали перші ікони Богородиці «Неопалимої Купини» сказати важко.
Православні перекази повідомляють, що цей образ був відомий вже з 1390 року в Москві, куди його доставили іноки-паломники з Палестини (ікона зберігалася в Московському Благовіщенському соборі Кремля, але в 1930 році зникла безслідно). Дослідники ж обережно припускають, що в своєму класичному вигляді «Неопалима Купина» сформувалася близько середини XVI ст., можливо, в тій же Московії. Імовірно, звідти цей образ і прийшов на територію сучасної України — принаймні в XVII ст. він уже був відомий на Чернігівщині.
В мистецтві західного християнства сюжет Неопалимої Купини хоча й знаходив своє відображення, але, на відміну від православних країн, не набув «іконного» статусу.

## Вшанування
До ікони Богородиці «Неопалимої Купини» зверталися найчастіше у надії на захист від пожеж. Існувало повір'я, що для того аби зупинити пожежу, треба з цією іконою тричі обійти довкола палаючої будівлі.
День ушанування ікони — 4 вересня.

## Релігійні громади
- Церква Ікони Пресвятої Богородиці «Неопалима Купина» Української Православної Церкви Київського Патріархату, Київ, вулиця Героїв Полку «Азов», 6-а

## Цікаві факти
Неопалимою купиною у народі називають Ясенець білий.